# アサシネ
『アサシネ Assassin Colosseum』は、平野耕太による日本の漫画作品。英字タイトルは『ASSASSINE』。
『月刊ComicREX』（一迅社）にて、2010年12月号から隔月連載されていたが、2012年6月号掲載分を最後に休載。その後、『コミックバーズ』（幻冬舎コミックス）2013年10月号にて同誌に移籍されることが発表され、翌月発売の11月号よりタイトルを『アサ-シネ』に改題して連載が再開されたが、2014年10月号を最後に休載。

## あらすじ
犯罪組織が対立から連帯へと移行する時代。組織同士での抗争はリスクのみが増える不経済な行為と見なされ、各組織は雇った殺し屋に代理戦争をさせ、その勝敗による賭けに委ねることで問題を解決することとなった。代理戦争の舞台として、殺し屋同士が血みどろの戦いを繰り広げる現代の闘技場（コロシアム）が生まれた。

## 登場人物
板東 英二（ばんどう えいじ）
「銃狂（ガンマニア）」の異名を持つ凄腕のガンマン。黒柳会所属で、アサシネランキングの第1位。得物は、サイレンサーを装着した自動拳銃2丁（形状はM1911シリーズに類似）。
作者の過去の作品『ガンマニア』の主人公と同姓同名で、キャラデザイン的にもほぼ同一であるが、両者の関連は特に明記されていない。
野々村 誠（ののむら まこと）
ボロボロのコートを着た男性。自ら「狂刃（きょうじん）」と名乗り、黒柳や板東達への強い怨念を抱く。長ドスとトカレフを携えて、殺し屋同士が戦う闘技場に挑む。元・草野組の若衆で、かつては「侠刃（きょうじん）」と呼ばれていた。
初戦でヒューゴーを秒殺した後、アサシネランキング第10位にランキングされる。
アンドレイ三兄弟
3人兄弟の殺し屋。アサルトライフルやショットガンで武装し、ガスマスクを着けて顔を隠している。試合開始の合図にフライングで奇襲をかけるなど、勝つためには手段を選ばない連中だが、板東に一蹴され皆殺しにされる。
ヒューゴー
「鋸引（ローリングソー）」「マルセイユの鋸引（のこびき）」の異名を持つ殺し屋。「マルセイユ組織線（グルーペ）」所属。覆面を被り、両手にチェーンソーを1つずつ持って戦う。その経歴には、「シャルドン抗争」なる事件において、対抗組織の殺し屋10人を皆殺しにし、全員を挽肉にして組織の幹部に送りつけたという逸話をもつ。闘技場でも残虐性はトップレベルと噂される程であったが、野々村の最初の対戦相手として1分ともたずに敗れ去る。
黒柳（くろやなぎ）
黒柳会の当主。板東の雇い主で、妖艶な女性。
アレクセイ
アンドレイ三兄弟の雇い主。額から左頬にかけて傷のある男。
草野（くさの）
草野組の組長。満身創痍で生命維持装置をつけられた状態で水道橋病院に入院している。
水道橋博士（すいどうばしはかせ）
「殺人医師（マードック）」の異名を持つ医師で、水道橋病院の院長。組織同士の抗争に対しては中立を貫き、その中立を犯そうとする者は許さない。水道橋病院は、入院するためには法外な大金を必要とするが、入院患者の安全は絶対に保障される。